# Ingvar Hårdstedt
Ingvar Olof Hårdstedt, född 28 augusti 1920 i Bromma, Stockholm, död 1 september 2005 i Torsåkers församling, Gävleborgs län, var en svensk journalist.
Ingvar Hårdstedt var son till disponenten Einar Hårdstedt och Helwig Svensson. Han var anställd hos Tidningarnas Telegrambyrå (TT) 1941–1948 och fortsatte som redaktionssekreterare hos tidningen Dagen 1948–1953. År 1954 kom han till Aftonbladet, där han till en början var reporter innan han 1961 blev notischef och 1964 blev redaktionssekreterare. År 1967 blev Hårdstedt redaktionschef hos Åhlén & Åkerlund och 1968 fortsatte han som medarbetare på Svenska Dagbladet.
Han var gift första gången 1941–1952 med Gunilla Fliesberg (1921–1996), senare Flygeus, dotter till civilingenjören och företagsledaren Erhard Fliesberg och Dagny Virgin, och andra gången 1953 med Nora Ericson (1923–2010), dotter till lantbrukaren Gunnar Ericson och Anna Andersson. Med första hustrun hade han dottern Gertie (född 1946) och med andra hustrun sonen Kaj (född 1948).
Ingvar Hårdstedt är begravd på Torsåkers kyrkogård.